# 維利霍沃
維利霍沃是波蘭的城鎮，位於該國西部，由大波蘭省負責管轄，面積1.24平方公里，鎮上的皇宮建於十九世紀初，是該地區的農業品零售中心，2006年人口1,765。
52°07′08″N 16°20′58″E / 52.11889°N 16.34944°E